# 잭 파슨스

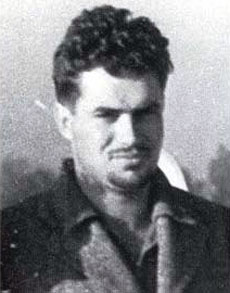
1941년 모습

잭 파슨스(Jack Parsons, 본명: John Whiteside Parsons, Marvel Whiteside Parsons 출생, 1914년 10월 2일 – 1952년 6월 17일)는 미국의 로켓 엔지니어, 화학자, 텔레미트 신비주의자였다. 캘리포니아 공과대학교(칼텍)과 연계된 파슨스는 제트추진연구소(JPL)와 에어로제트 엔지니어링 코퍼레이션(Aerojet Engineering Corporation)의 주요 창립자 중 한 명이었다. 그는 주조 가능한 복합 로켓 연료를 사용하는 최초의 로켓 엔진을 발명했으며 액체 연료와 고체 연료 로켓의 발전을 개척했다.